# Collarenebri
Collarenebri – miasto w Australii, w stanie Nowa Południowa Walia.